# إبينغ (نيوهامشير)
إبينغ (بالإنجليزية: Epping, New Hampshire) هي معلم جغرافي تقع في الولايات المتحدة في Rockingham County. يقدر عدد سكانها بـ 6,411 نسمة ومساحتها 67.9 كم2وترتفع عن سطح البحر 48 متر.

## الموقع الجغرافي
الموقع الجغرافي للمناطق المحيطة بهذه النقطة هو كالتالي:

## أعلام
- فرد دونوفان
- جون شاندلير